# San Gaetano alla Villa Medici
San Gaetano alla Villa Medici, conhecida também como Cappella di San Gaetano di Tiene, é uma capela desconsagrada que fica no interior da Villa Medici, no rione Campo Marzio de Roma. Era dedicada a São Caetano de Thiene.

## História
São Caetano foi um dos grandes teólogos da Contrarreforma, responsável pela fundação da ordem dos teatinos. Com doze companheiros, Caetano fez seus votos a São Pedro em Roma em 1524, apenas três anos antes do saque de Roma. Sua pequena comunidade se refugiou numa fazenda na encosta do monte Píncio, onde todos foram obrigados a suportar diversos abusos por parte dos Lansquenetes do imperador, que queriam extorquir dinheiro de todos os religiosos que encontravam.
A Villa Medici ainda não existia na época, mas ela começou a ser construída logo em seguida. As obras começaram em 1564 e a cabana na vinha onde São Caetano se abrigou foi lembrada: em 1704, uma pequena capela foi consagrada no local. Ela ficava numa casa de campo (casino) na beirada do que seria o jardim principal da villa. A importância desta pequena capela era tanta que, até recentemente, ela era a única igreja romana distinta (e não uma capela numa igreja) dedicada ao santo. Os teatinos se estabeleceram em Sant'Andrea della Valle, onde fica a sede da ordem, mas, no dia da festa do santo, 7 de agosto, uma celebração solene era realizada na capela. Referências em antigas obras de peregrinos sobre missas "na capela da Villa Medici" quase certamente eram referências à capela de São Caetano e não à pequena capela privada da villa propriamente dita. No Mapa de Nolli (1748), o casino aparece com uma única ala, mas outra foi acrescentada mais para o final do mesmo século.
A capela caiu em desuso no final do século XX e atualmente está desconsagrada. Em compensação, São Caetano ganhou sua própria igreja paroquial em Roma, San Gaetano di Thiene a Tor di Quinto, no quartiere Tor di Quinto.

## Descrição
A capela desconsagrada fica num edifício que tem o formato de um "L" no canto ocidental do jardim principal da villa, no sopé do Píncio. Ela fica no piso térreo, na extremidade sudoeste da ala principal, que corresponde à seção do edifício que tem um teto piramidal. O acesso é pelo jardim.
O interior é simples e corresponde a uma sala retangular muito simples. Originalmente, o edifício tinha três andares com uma extensão de dois andares para a direita (nordeste). Uma ala com apenas um andar foi acrescentada perpendicularmente à esta última; finalmente, os dois anexos foram elevados para terem a mesma altura que o bloco principal. Antigamente havia um gablete com um único sino no teto da seção com dois andares, que ficava encostado no bloco principal. Acima do portal estava afixada uma inscrição comemorando a dedicação, o único sinal de que havia uma capela no local.